# دلبر (أغنية)
دلبر (بالإنجليزية: Dilbar)‏ (وعنوانها مشتق من الكلمة الفارسية دِلبَر التي تعني «الحبيبة») هي أغنية باللغة الهندية صدرت في الأصل كجزء من الموسيقى التصويرية لفيلم سيرف توم عام 1999. تم تأليف الأغاني في الأصل بواسطة نديم شرافان وغناها ألكا ياجنيك، وكلمات سمير. يضم الفيديو الموسيقي الأصلي للأغنية سوشميتا سين وسنجاي كابور.

## النسخة العربية
هي النسخة العربية من هذه الأغنية، والتي تضم مزيجًا من ثلاث لغات (العربية والهندية والفرنسية)، وقد تم إصدارها في 30 نوفمبر 2018 تحت راية تي سيريز. ظهرت نورا فتحي لأول مرة كمغنية في هذه الأغنية.